# 和朗亭
『米朝ファミリー和朗亭』（べいちょうファミリーわろうてい）は、1974年7月6日から1976年3月27日まで朝日放送で放送されていた演芸番組である。全91回。
この項目では、続編の『バラエティー和朗亭』『ヤング和朗亭』についても記述する。

## 概要
番組タイトルは、大阪弁で「笑ってください」を意味する「笑ろてんか」と、落語の寄席で使われる「○○亭」を組み合わせたものである。
番組は「おーるど寄席」「民謡特集」「砂川捨丸三周忌」などの特集を行っていた。また、初回の記念口上には平和ラッパなどが並んだ。放送第1回では、落語に3代目笑福亭仁鶴、拳闘漫才に中田ダイマル・ラケット、平和ラッパの座布団廻しが放送された。
番組には当時の若手芸人たちだけでなく、古老の芸人たちも出演していた。隠居生活を送っていた柳家三亀坊、広沢瓢右衛門、江戸家猫三など、引退同然であった芸人が出演した例もある。
スタジオセットは、明治・大正・昭和の大阪（上方）の寄席（林家とみが保存していた当時の史料をもとに、かつてあった紅梅亭の雰囲気を再現。客席は畳敷きで、お茶子・下足番・お囃子（下座）も完備していた。収録開始前には番組観覧者に菓子を配っていた。また、客が入る場面と出て行く場面も放送していた。このセットは番組の終了後に保存され、『ざこば・鶴瓶らくごのご』で再度使われた。また、他局の『平成紅梅亭』でセットに組む際にも活かされた。一方で、一部の回で大きな会場を使ったこともある。正面には、高田好胤によって「和朗亭」と書かれた額が掛けられていた。
番組グッズに花札や手拭があり、このうち手拭は観覧者に配られた。花札のデザインはイラストレーターの成瀬國晴が担当した。
『ヤング和朗亭』は深夜に放送され、若手中心の出演であった。出演者はオーディションで選考していた（手見せ）。
DVD『なつかしの昭和爆笑漫才〜天国の笑星〜』には、本番組に中田ダイマル・ラケットとWヤングが出演したときの映像が収録されている。またDVD『松竹名人会』には、横山ホットブラザーズと桜山梅夫・桜津多子の映像がある。

## 出演者
レギュラー
- 3代目桂米朝（席亭）
- 安藤孝子

落語
- 6代目笑福亭松鶴
- 3代目桂春團治
- 桂小文枝（後の5代目桂文枝）
- 2代目笑福亭松之助
- 3代目林家染語楼
- 3代目桂文我
- 4代目桂文紅
- 露乃五郎（後の2代目露の五郎兵衛）
- 2代目桂枝雀
- 3代目笑福亭仁鶴
- 桂三枝（現在の6代目桂文枝）
- 桂朝丸（後の2代目桂ざこば）
- 4代目林家小染
- 林家正蔵（林家彦六、道具入り芝居噺）
- 4代目三遊亭圓馬
- 8代目雷門助六
- ほか米朝一門が下足番。

漫才・にわか・女道楽系
- 松本さん吉（安来節の銭太鼓）
- 吾妻ひな子（おんな放談）
- 2代目砂川捨丸
- 山崎正三・都家文路
- 桜山梅夫・桜津多子（安来節）
- 桜川末子・松鶴家千代八（江州音頭）
- 吉田茂（安来節）
- 松鶴家團之助
- 2代目一輪亭花咲（にわか）
- 浮世亭歌楽（にわか）
- 浮世亭夢丸
- 佐賀家喜昇・旭芳子
- 藤浪扇太郎・浜お龍（女道楽）
- 本田恵一・玉木貞子
- 流行亭歌麿・やちよ
- 東五九童・松葉蝶子
- 中田ダイマル・ラケット
- 平和ラッパ・日佐丸
- 三遊亭小円・木村栄子
- 島田洋之介・今喜多代（二人羽織）
- 横山ホットブラザーズ
- 漫画トリオ
- 上方柳次・柳太
- Wヤング
- レツゴー三匹
- コメディNo.1
- 横山やすし・西川きよし
- 人生幸朗・生恵幸子
- タイヘイトリオ
- 五條家菊二・松枝
- 宮川左近ショー
- 人生幸朗・生恵幸子
- 京唄子・鳳啓助（女剣劇の早替わり）

浪曲・講談
- 広沢瓢右衛門（浪曲）
- 2代目広沢晴海（浪曲）
- 3代目旭堂南陵（講談）
- 初代京山幸枝若（浪曲）
- 吉田一若（浪曲）
- 2代目二葉百合子（浪曲）

その他
- 桜川ぴん助（かっぽれ）
- 悠玄亭玉介（声色）
- 政蔵（芸者の踊り）
- 柳家三亀坊（立体紙芝居）
- 江戸家猫三（足芸）
- 香見喜利平（紙切り）
- アダチ龍光（奇術）
- 海老一染之助・染太郎（太神楽曲芸）

芸人以外でも芸の解説などで秋田實、吉田留三郎、長沖一、小沢昭一らの評論家や中田つるじらお囃子も出演した。

## 放送時間
『米朝ファミリー和朗亭』時代には土曜日12時から12時55分にABCで放送された（最初は40分番組）ほか、TBSなどでも腸捻転の解消前にネットワークを組んで放送していた。当時TBS・ABC系 (JNN) の土曜12時台はネットセールスだったためである。腸捻転解消後のABC・NET系 (ANN) ではローカルセールスになったため、近畿広域圏以外では番組販売扱いでの一部地域のみの放送（遅れネットを含む）となった。

## スタッフ
- プロデューサー：狛林利男
- 構成：池田幾三、吉田清 ほか